# اولیوتی
اولیوِتی، (به ایتالیایی: Olivetti) شرکت فناوری اطلاعات ایتالیایی است، که در زمینه تولید کامپیوترهای شخصی، دستگاه‌های فتوکپی و فکس، انواع پرینتر، ماشین حساب، لوازم جانبی و انواع سخت افزارهای کامپیوتری فعالیت می‌نماید.
شرکت اولیوتی در سال ۱۹۰۸ توسط کامیلو اولیوتی راه‌اندازی شد و در حال حاضر متعلق به شرکت تلکام ایتالیا می‌باشد. دفتر مرکزی این شرکت در شهر ایوریا، ایتالیا قرار دارد.